# Ade Mafe
Ade Mafe, född den 12 november 1966 i Isleworth, är en brittisk före detta friidrottare som tävlade på 200 meter under 1980-talet och början av 1990-talet. Mafe arbetar idag som fystränare för Milton Keynes Dons FC.
Mafes genombrott kom när han blev silvermedaljör vid inomhus EM 1984 i Göteborg på 200 meter på tiden 21,34. Han deltog även vid Olympiska sommarspelen 1984 i Los Angeles där han tog sig vidare till finalen men där slutade han sist på tiden 20,85.
Vid VM-inomhus 1985 var slutade han på en silverplats, en hundradel efter ryssen Aleksandr Yevgenyev, på tiden 20,96. Samma placering nådde han vid inomhus VM 1989 denna gång slagen av landsmannen John Regis, då på tiden 20,87. Samma år vid inomhus EM i Haag blev han guldmedaljör förre Regis på tiden 20,92. 
Under 1990 deltog han vid Samväldesspelen i Auckland där han blev bronsmedaljör. Han blev även bronsmedaljör vid inomhus VM i Sevilla 1991.
Hans sista stora mästerskap blev VM i Stuttgart 1993 där han tävlade på 400 meter men blev utslagen redan i kvartsfinalen.

## Personliga rekord
- 200 meter inomhus - 20,87
- 400 meter utomhus - 45,30